# Rugby-Union-Südamerikameisterschaft 2014
Die Rugby-Union-Südamerikameisterschaft 2014 (spanisch Sudamericano de Rugby 2014) der Division A war die 36. Ausgabe der südamerikanischen Kontinentalmeisterschaft in der Sportart Rugby Union. Den Titel gewann zum zweiten Mal Uruguay.
Der organisierende Kontinentalverband CONSUR (heute Sudamérica Rugby) nahm mehrere Änderungen vor. Teilnehmer der eigentlichen Südamerikameisterschaft waren die Nationalmannschaften von Brasilien, Chile, Paraguay und Uruguay. Es gab keinen festen Austragungsort, stattdessen musste jede Mannschaft mindestens ein Auswärtsspiel bestreiten. Seriensieger Argentinien war zum ersten Mal seit 1981 nicht beteiligt und spielte stattdessen im CONSUR Cup 2014 gegen die beiden bestplatzierten Teams der Südamerikameisterschaft 2013. Der diesjährige Südamerikameister und der Zweitplatzierte qualifizierten sich für den CONSUR Cup 2015.
Im selben Jahr fand der Wettbewerb der Division B statt, der vier weitere Nationalteams aus Ecuador, Kolumbien, Peru und Venezuela umfasste. Diese Spiele wurden in der kolumbianischen Stadt Apartadó ausgetragen. Am Turnier der Division C im panamaischen Clayton beteiligten sich die Nationalmannschaften von Costa Rica, El Salvador, Guatemala und Panama.

## Division A

### Tabelle
Für einen Sieg gab es drei Punkte, für ein Unentschieden einen Punkt, bei einer Niederlage null Punkte.
|    | Land      | Spiele | Siege | Unent. | Ndlg. | Spiel- punkte | Diff. | Tabellen- punkte |
| -- | --------- | ------ | ----- | ------ | ----- | ------------- | ----- | ---------------- |
| 1. | Uruguay   | 3      | 3     | 0      | 0     | 123:32        | + 91  | 9                |
| 2. | Paraguay  | 3      | 2     | 0      | 1     | 59:80         | − 21  | 3                |
| 3. | Brasilien | 3      | 1     | 0      | 2     | 57:81         | − 24  | 3                |
| 4. | Chile     | 3      | 0     | 0      | 3     | 51:97         | − 46  | 3                |

### Ergebnisse
| 26. April 2014 16:00 UTC−4 | Paraguay                                                         | 10 : 34         | Uruguay                                                                          | Yacht y Golf Club, Asunción Schiedsrichter: Ricardo Sant’Anna (Brasilien) |
| 26. April 2014 16:00 UTC−4 | Versuche: Alvarenga Erhöhungen: Alvarenga Straftritte: Alvarenga | (10:15) Bericht | Versuche: Braun Durán Favaro (2) Puig Erhöhungen: Favaro (3) Straftritte: Favaro | Yacht y Golf Club, Asunción Schiedsrichter: Ricardo Sant’Anna (Brasilien) |

| 26. April 2014 19:00 UTC−3 | Brasilien                                                                                     | 24 : 16        | Chile                                                     | Arena Barueri, Barueri Schiedsrichter: Mauro Rivera (Argentinien) |
| 26. April 2014 19:00 UTC−3 | Versuche: da Ros Strafversuch (2) Erhöhungen: Amaral di Pila Zé Tranquez Straftritte: di Pila | (10:6) Bericht | Versuche: Fernández Oyarzun Straftritte: Nordenflycht (2) | Arena Barueri, Barueri Schiedsrichter: Mauro Rivera (Argentinien) |

| 3. Mai 2014 14:00 UTC−3 | Brasilien               | 9 : 34         | Uruguay                                                                                           | Estádio da Montanha, Bento Gonçalves Schiedsrichter: Felipe Balbontin (Chile) |
| 3. Mai 2014 14:00 UTC−3 | Straftritte: Amaral (3) | (6:19) Bericht | Versuche: Echeverría Lamanna (2) Puig Strafversuch Erhöhungen: Durán (2) Prada Straftritte: Prada | Estádio da Montanha, Bento Gonçalves Schiedsrichter: Felipe Balbontin (Chile) |

| 3. Mai 2014 15:00 UTC−4 | Chile                                                                                | 22 : 18        | Paraguay                                                            | Old John’s, Concepción Schiedsrichter: Joaquín Montes (Uruguay) |
| 3. Mai 2014 15:00 UTC−4 | Versuche: Larenas Soto Zunino Erhöhungen: Nordenflycht (2) Straftritte: Nordenflycht | (5:11) Bericht | Versuche: Brizuela Erhöhungen: Alvarenga Straftritte: Alvarenga (2) | Old John’s, Concepción Schiedsrichter: Joaquín Montes (Uruguay) |

| 10. Mai 2014 15:45 UTC−3 | Uruguay | 55 : 13        | Chile                                               | Estadio Charrúa, Montevideo Schiedsrichter: gnacio Iparraguirre (Argentinien) |
| 10. Mai 2014 15:45 UTC−3 | Versuche: Braun de Freitas Gaminara Klappenbach Leivas Prada Silva (2) Erhöhungen: Arocena Durán (5) Straftritte: Durán | (17:0) Bericht | Versuche: Amigo Fernández Straftritte: Nordenflycht | Estadio Charrúa, Montevideo Schiedsrichter: gnacio Iparraguirre (Argentinien) |

Das Spiel zählte zusätzlich für den CONSUR Cup 2014.
| 10. Mai 2014 15:30 UTC−4 | Paraguay                                                                          | 31 : 24        | Brasilien                                                                               | Estadio General Adrián Jara, Luque Schiedsrichter: Jason Mola (Argentinien) |
| 10. Mai 2014 15:30 UTC−4 | Versuche: Glizt Ortíz Zarate Erhöhungen: Alvarenga (2) Straftritte: Alvarenga (4) | (16:3) Bericht | Versuche: Lesme Tranquez Strafversuch Erhöhungen: di Pilla (3) Straftritte: Castiglione | Estadio General Adrián Jara, Luque Schiedsrichter: Jason Mola (Argentinien) |

## Division B

### Tabelle
Für einen Sieg gab es drei Punkte, für ein Unentschieden einen Punkt, bei einer Niederlage null Punkte.
|    | Land      | Spiele | Siege | Unent. | Ndlg. | Spiel- punkte | Diff. | Tabellen- punkte |
| -- | --------- | ------ | ----- | ------ | ----- | ------------- | ----- | ---------------- |
| 1. | Kolumbien | 3      | 3     | 0      | 0     | 195:16        | + 179 | 9                |
| 2. | Venezuela | 3      | 2     | 0      | 1     | 111:58        | + 53  | 6                |
| 3. | Peru      | 3      | 1     | 0      | 2     | 58:106        | − 48  | 3                |
| 4. | Ecuador   | 3      | 0     | 0      | 3     | 20:204        | − 184 | 0                |

### Ergebnisse
| 31. August 2014 | Kolumbien | 112 : 0 | Ecuador | Estadio Santiago Rambay, Apartadó |
| 31. August 2014 |           |         |         | Estadio Santiago Rambay, Apartadó |

| 31. August 2014 | Venezuela | 33 : 28 | Peru | Estadio Santiago Rambay, Apartadó |
| 31. August 2014 |           |         |      | Estadio Santiago Rambay, Apartadó |

| 3. September 2014 | Kolumbien | 56 : 6 | Peru | Estadio Santiago Rambay, Apartadó |
| 3. September 2014 |           |        |      | Estadio Santiago Rambay, Apartadó |

| 3. September 2014 | Venezuela | 68 : 3 | Ecuador | Estadio Santiago Rambay, Apartadó |
| 3. September 2014 |           |        |         | Estadio Santiago Rambay, Apartadó |

| 6. September 2014 | Kolumbien | 27 : 10 | Venezuela | Estadio Santiago Rambay, Apartadó |
| 6. September 2014 |           |         |           | Estadio Santiago Rambay, Apartadó |

| 6. September 2014 | Peru | 24 : 17 | Ecuador | Estadio Santiago Rambay, Apartadó |
| 6. September 2014 |      |         |         | Estadio Santiago Rambay, Apartadó |

## Division C

### Tabelle
Für einen Sieg gab es drei Punkte, für ein Unentschieden einen Punkt, bei einer Niederlage null Punkte.
|    | Land        | Spiele | Siege | Unent. | Ndlg. | Spiel- punkte | Diff. | Tabellen- punkte |
| -- | ----------- | ------ | ----- | ------ | ----- | ------------- | ----- | ---------------- |
| 1. | El Salvador | 3      | 2     | 0      | 1     | 70:40         | + 30  | 6                |
| 2. | Guatemala   | 3      | 2     | 0      | 1     | 64:58         | + 6   | 6                |
| 3. | Costa Rica  | 3      | 2     | 0      | 1     | 54:51         | + 3   | 6                |
| 4. | Panama      | 3      | 0     | 0      | 3     | 32:71         | − 39  | 0                |

### Ergebnisse
| 5. Oktober 2014 | Panama | 10 : 18 | Costa Rica | Ciudad Deportiva Kiwanis, clayton |
| 5. Oktober 2014 |        |         |            | Ciudad Deportiva Kiwanis, clayton |

| 5. Oktober 2014 | Guatemala | 23 : 17 | El Salvador | Ciudad Deportiva Kiwanis, clayton |
| 5. Oktober 2014 |           |         |             | Ciudad Deportiva Kiwanis, clayton |

| 8. Oktober 2014 | Costa Rica | 14 : 25 | El Salvador | Ciudad Deportiva Kiwanis, clayton |
| 8. Oktober 2014 |            |         |             | Ciudad Deportiva Kiwanis, clayton |

| 8. Oktober 2014 | Panama | 19 : 24 | Guatemala | Ciudad Deportiva Kiwanis, clayton |
| 8. Oktober 2014 |        |         |           | Ciudad Deportiva Kiwanis, clayton |

| 11. Oktober 2014 | Panama | 3 : 29 | El Salvador | Ciudad Deportiva Kiwanis, clayton |
| 11. Oktober 2014 |        |        |             | Ciudad Deportiva Kiwanis, clayton |

| 11. Oktober 2014 | Costa Rica | 22 : 17 | Guatemala | Ciudad Deportiva Kiwanis, clayton |
| 11. Oktober 2014 |            |         |           | Ciudad Deportiva Kiwanis, clayton |